# Gianni di Venanzo
Gianni Di Venanzo (Teramo, 1920. december 18. – Róma, 1966. február 3.) olasz filmoperatőr.

## Életpályája
Előbb fotós volt, majd 1942-ben Renato Castellani forgatócsoportjában mint Massimo Terzano segédoperatőre kezdte pályafutását. 1951-ben mutatkozott be önálló munkával Carlo Lizzani A bátrak csapata című filmjében. Az 1950-es évek közepétől a legegyénibb alkotóművészek egyike volt.

### Munkássága
Az évek során a kollektíva tagjaként számos nagy hírű produkció (Megszállottság; 1943, Róma, nyílt város; 1945, Paisa, Csoda Milánóban; 1951) sikerének volt részese. A kiváló mesterek közül Aldo Tonti és Otello Martelli mellett dolgozott. Francesco Rosi, Michelangelo Antonioni és Federico Fellini stílusban egymástól merőben eltérő elképzeléseit emlékezetes módon foglalta képekbe. Stílusát szuggesztív technika, kifejező beállítások, gondosan megválasztott tónusok, éles fények jellemezték. Kedvelte a színes eljárást is; egyik remeklése a Júlia és a szellemek (1965) barokk pompája, álomszerű színzuhataga.

## Filmjei
- Megszállottság (1943)
- Vihar előtt (1948)
- Az ördög szépsége (1950)
- A velencei kapitány (Il capitano di Venezia) (1951)
- Csoda Milánóban (1951)
- Figyelem, banditák! (1951)
- Szerelem a városban (L'amore in città) (1953)
- A nagyváros peremén (1953)
- Szegény szerelmesek krónikája (1954)
- Asszonyok és katonák (Donne e soldati) (1954)
- A barátnők (1955)
- A San Fredianó-i legény (Le ragazze di San Frediano) (1955)
- Az agglegény (Lo scapolo) (1955)
- Letizia nővér (Suor Letizia) (1956)
- Kean, a zseni (1957)
- A kiáltás (1957)
- Terror a város felett (Terrore sulla città) (1957)
- Rascel-Fifì (1957)
- Ismerõs ismeretlenek (1958)
- A törvény az törvény (1958)
- A kihívás (1958)
- Rachel, a tengerész (Rascel marine) (1958)
- A csinos férj (1959)
- Az énekes csavargó (1959)
- Az első éjszaka (La prima notte) (1959)
- Déli szél (Vento del Sud) (1959)
- Crimen (1960)
- Az éjszaka (1961)
- A lovascsendőr (1961)
- Gyilkosság Szicíliában (1962)
- Napfogyatkozás (1962)
- Eva (1962)
- 8½ (1963)
- Kezek a város felett (1963)
- Bube szerelmese (1964)
- A közönyösök (1964)
- Előkelő hűtlenség (Alta infedeltà) (1964)
- Az asszony csodálatos valami (La donna è una cosa meravigliosa) (1964)
- Az igazság pillanata (Il momento della verità) (1965)
- Júlia és a szellemek (1965)
- A tizedik áldozat (1965)
- Ma, holnap, holnapután (1965)
- Rókamese (1967)

## Díjai
- Ezüst Szalag díj
  - (1956) A barátnők
  - (1958) A kiáltás
  - (1960) I magliari
  - (1963) Gyilkosság Szicíliában
  - (1964) 8½
  - (1966) Júlia és a szellemek